# Horst Wehner

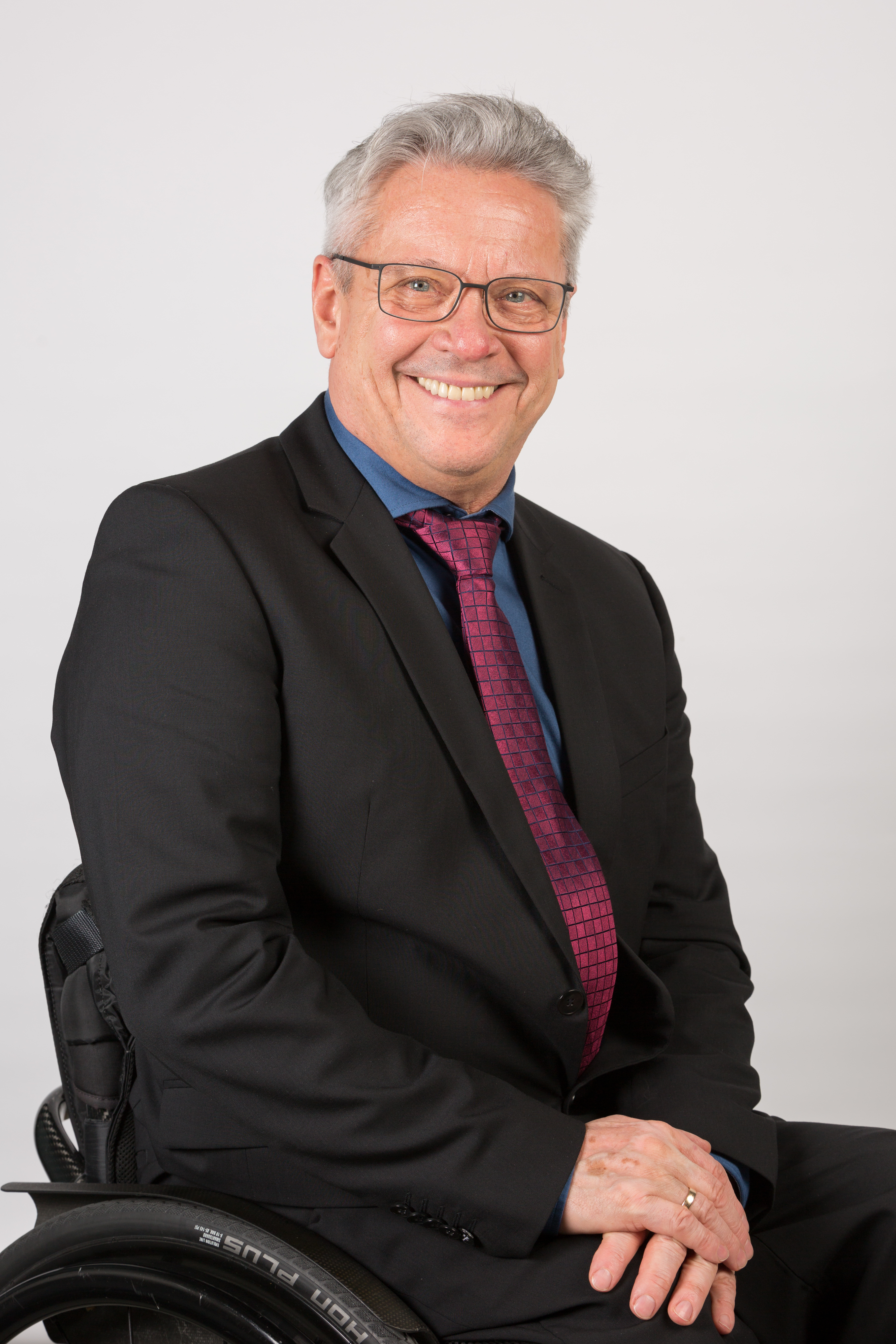
Horst Wehner, 2016

Rudolf Horst Wehner (* 24. Februar 1952 in Pulsnitz) ist ein deutscher Politiker (Die Linke). Er war von 2004 bis 2019 Abgeordneter des Landtages von Sachsen.

## Leben und Wirken
Nach dem Abitur Studium mit Abschluss als Diplomstaatswissenschaftler. Er ist verheiratet und hat ein Kind. Wehner ist konfessionslos. Wehner war mehrfacher Deutscher Vizemeister (2005 – Latein Kombi bzw. 2011 und 2012 – Standard Kombi) und Deutscher Meister im Rollstuhltanzen 2015 (nach 2006, 2007, 2008, 2011 und 2012 – Latein Kombi sowie 2009 – Latein und Standard Duo).
Wehner gehörte bis 1989 der SED und mehreren DDR-Massenorganisationen wie der FDJ, FDGB und DSF an. Auf der Liste der PDS, später Die Linkspartei.PDS (Die Linke.PDS) sowie Die Linke gehörte er von 2004 bis 2009 dem Stadtrat in Chemnitz sowie seit September 2004 dem Sächsischen Landtag an. Seit 2007 ist er Mitglied der Partei Die Linke. Wehner war Sprecher für Inklusion und Seniorenpolitik seiner Fraktion sowie jeweils stellvertretendes Mitglied im Petitionsausschuss, Ausschuss für Schule und Sport, Ausschuss für Soziales und Verbraucherschutz, Gleichstellung und Integration und Ausschuss für Geschäftsordnung und Immunitätsangelegenheiten.
Am 12. November 2014 wurde er zum zweiten Vizepräsidenten des Sächsischen Landtages in der 6. Legislaturperiode gewählt. Er war bereits von 2009 bis 2014 zweiter Vizepräsident des Sächsischen Landtages (5. Wahlperiode). Von 2004 bis 2009 war Horst Wehner Vorsitzender des Landtags-Ausschusses für Soziales, Gesundheit, Familie, Frauen und Jugend.
Bei der Landtagswahl 2019 kandidierte er nicht mehr.
Horst Wehner ist seit 2020 Mitglied im Beirat des Härtefallfonds zur Gewährung von Unterstützungsleistungen an in der Sowjetischen Besatzungszone und der DDR aus politischen Gründen Verfolgte (Härtefallfonds SBZ/DDR) des Sächsischen Landtages.
Horst Wehner ist Landesverbandsvorsitzender des Sozialverbandes VdK Sachsen e. V. (bis Februar 2011 Landesgeschäftsführer) sowie Vorsitzender des Kreisverbands Chemnitz im Sozialverband VdK Sachsen e. V. Zudem ist Horst Wehner Mitglied im Kuratorium des DRK Landesverbandes Sachsen. Von 2002 bis 2018 war er Mitglied des Landesvorstandes und von 2014 bis 2018 Landesvorsitzender des Deutschen Paritätischen Wohlfahrtsverbandes Landesverband Sachsen e. V. Horst Wehner ist Ehrenmitglied des Sächsischen Chorverbandes e. V. (von 2014 bis 2020 Präsident). Zudem war er 2004 bis 2009 Aufsichtsratsmitglied des EMC und Aufsichtsratsmitglied des Städtischen Theaters in Chemnitz.
Am 29. Mai 2021 erhielt Horst Wehner für sein jahrzehntelanges, herausragendes Engagement für Menschen mit Behinderungen die Sächsische Verfassungsmedaille.
Am 26. Januar 2024 wurde Horst Wehner für sein langjähriges engagiertes sozialpolitisches und kulturelles Wirken mit dem Verdienstorden der Bundesrepublik Deutschland ausgezeichnet.